# My Little Pony: una nuova generazione
My Little Pony: una nuova generazione (My Little Pony: A New Generation) è un film musical d'animazione in CGI del 2021 diretto da Robert Cullen e José Ucha.
Il film, sequel stand-alone di My Little Pony - Il film, fa parte del franchise My Little Pony dell'azienda di giocattoli Hasbro, di cui segna l'inizio della quinta generazione. L'ambientazione riprende quella della quarta generazione My Little Pony - L'amicizia è magica, ma con nuovi personaggi, un nuovo design e, per la prima volta, un'animazione completamente digitale in 3D che sostituisce il 2D usato precedentemente.
Nonostante originariamente fosse stata prevista una distribuzione cinematografica per il 24 settembre 2021 da parte di Paramount Pictures, la pandemia di COVID-19 ha spinto la casa produttrice a rivolgersi al mercato dello streaming e il film è uscito in tutto il mondo in quello stesso giorno sulla piattaforma Netflix; alcuni Paesi, fra cui Russia e Corea del Sud, hanno comunque goduto di un passaggio nelle sale cinematografiche.

## Trama
Molti anni dopo che Princess Twilight è diventata la regnante di Equestria, Sunny Starscout, ispirata dai racconti del defunto padre Argyle, è l'unica pony di Maretime Bay convinta che tutti i pony di Equestria possano convivere in amicizia. Tuttavia trova solo dissenso tra gli altri pony di terra, che vedono gli unicorni e pegasi come nemici, soprattutto da Phyllis Cloverleaf, proprietaria della Canterlogic, un'azienda che produce invenzioni per difendersi dai pony non-terrestri, e anche dalle forze dell'ordine della città, composto dai suoi amici d'infanzia Hitch Trailblazer e Sprout Cloverleaf, figlio di Phyllis. Sunny si infiltra durante una presentazione dei prodotti della Canterlogic in un tentativo di sensibilizzazione sulla materia ma ciò si rivela fallimentare e disastroso, lasciando Sunny sconsolata e amareggiata dai pregiudizi della sua gente. A un certo punto Maretime Bay viene gettata nel panico dall'arrivo di una unicorno allegra e giocosa ma che viene vista con terrore dai pony di terra. Sunny scorta la unicorno di nome Izzy Moonbow nella sua casa-faro e, parlandosi, scoprono che molte delle storie che hanno sentito sugli altri tipi di pony sono false, tra cui il fatto che possiedono la magia. Le due vanno quindi a Zephyr Heights, la città dei pegasi, per saperne di più e vengono seguite da Hitch, che lascia il comando a Sprout, il quale, sotto l'incoraggiamento della madre, inizia a porsi sempre più come una forza autoritaria e tirannica, convincendo i cittadini di Maretime Bay che l'unico modo per proteggersi dalle altre razze di pony sia quello di prepararsi per una guerra.
Giunte alle porte di Zephyr Heights, Sunny ed Izzy incontrano una pegaso molto agile che si dimostra incuriosita dal loro arrivo ma scappa all'arrivo di pattuglie pegasi che catturano le due e le portano al cospetto di Queen Haven e delle due figlie principesse, tra cui la pegaso di prima. Sunny pone delle domande alla regina ma la menzione della magia la fa incattivire e vengono così mandate alle segrete. Tuttavia una delle figlie della regina, Zipp Storm, la pegaso incontrata in precedenza, le libera e spiega che nemmeno i pegasi hanno più la magia che permette il volo: la famiglia reale mantiene solo l'apparenza che sappiano volare attraverso l'uso di cavi per mantenere alto l'umore dei loro sudditi. Per dimostrare che i pony vivevano davvero in armonia in passato, le porta a una vecchia stazione abbandonata e deducono da una vetrina che per riportare indietro la magia devono recuperare e riunire due cristalli, di cui uno è sulla corona della regina. Durante una cerimonia ripresa dalla TV in cui l'altra figlia, Ruby Petals, compie la sua performance da cantante, le tre pony tentano di rubare il gioiello senza farsi scoprire ma vengono ostacolate dal cagnolino reale Cloudpuff. Ottengono il cristallo ma Hitch, che aveva finalmente raggiunto le fuggitive, viene individuato tra i presenti, e mentre tentano di fuggire inciampano sui comandi dei cavi di Ruby, esponendo così le bugie della famiglia reale a tutti i pegasi e Queen Haven finisce arrestata. Le tre responsabili fuggono dalla corte e spiegano a Hitch e Ruby, che le avevano seguite, il loro piano per riportare la magia. I due, convinti, si uniscono al gruppo (con Ruby che consegna il cristallo che cercavano) per dirigersi a Bridlewood, la foresta degli unicorni da cui Izzy era fuggita per le grandi differenze di carattere tra lei e gli altri unicorni, diventati ormai apatici e molto superstiziosi. Mentre si fermano per la notte, Hitch supera completamente i suoi pregiudizi verso le altre razze grazie alle parole di Sunny e domanda a Izzy il motivo di come mai si è spinta a Maretime Bay. L'unicorno spiega che fu per una lettera d'amicizia che aveva ricevuto con una lanterna volante, la stessa che Sunny e Argyle mandarono in cielo anni fa. Giunti a Bridlewood, Izzy porta i suoi amici alla sua casa-albero dove crea travestimenti da unicorni per tutti loro per non essere riconosciuti.
Vengono a scoprire che il cristallo è in mano al loro capo Alphabittle, che gestisce una sala del tè, e che Sunny deve ottenerlo sconfiggendolo in una gara di ballo su un evidente parodia di Dance Dance Revolution. All'inizio appare in difficoltà ma, grazie all'incoraggiamento di Ruby, riesce a vincere la sfida e ottenere il cristallo ma sono costretti a fuggire quando scoprono che non sono unicorni. Braccati da questi ultimi, vengono intercettati da Queen Haven, a sua volta in fuga dalle guardie pegaso, e parte un litigio su chi sia stato il responsabile della mancanza della magia. Sunny li interrompe e decide di unire i due cristalli, non sortendo alcun effetto e lasciando la pony sconsolata e depressa. Saluta così Izzy, Zipp e Ruby e ritorna con Hitch a Maretime Bay. Tornata a casa si mette a sistemare tutti i cimeli con cui è cresciuta, come i modelli delle sue eroine, ma viene a scoprire che la lanterna che gli costruì il padre contiene il terzo e ultimo cristallo per far tornare la magia a Equestria assieme anche a un rilievo dove poter mettere tutti e tre insieme. Ispirata da questa nuova rivelazione, va subito a dire a Hitch della buona notizia ma scopre che tutta Maretime Bay è pronta alla guerra spronato da uno Sprout sempre più accecato dal potere. Per non vedere i suoi piani di gloria andare in fumo, sfoggia un enorme robot gigante a forma di cavallo per impedire che Sunny riunisca i cristalli. Per sua fortuna viene raggiunta da Izzy, Zipp, Ruby assieme anche a Queen Haven, Alphabittle e una ricreduta Phyllis, e la aiutano cercando di impedire a Sprout di distruggere il faro. Sfortunatamente riesce nell'impresa proprio quando i cristalli, adesso tutti riuniti, non sembrano aver funzionato come sperato. Sunny capisce così che non sono i cristalli a dover essere riuniti ma le tre razze che prima si odiavano a vicenda e che la vera magia sta nell'amicizia e nell'amore. Grazie a queste parole e ai gesti di unione e riappacificazione di tutti i pony, i cristalli (comandati dallo spirito di Princess celestia) si riuniscono facendo finalmente tornare la magia a Equestria e donando a Sunny un corno e delle ali, dandole l'aspetto simile a quello di un alicorno. Con le tre razze finalmente unite, Maretime Bay viene riparata grazie alla magia degli unicorni e al volo dei pegasi e l'armonia ritorna a regnare su Equestria.

## Personaggi
- Sunny Starscout: è la protagonista del film. Da piccola era affascinata dai racconti di suo padre sui pony di Equestria e l'amicizia fra le tre razze e da grande decide di intraprendere un viaggio attraverso Equestria per riportare l'armonia che c'era in passato. Porta sempre con sé un diario dove annota tutte le sue curiosità personali.

- Izzy Moonbow: seconda protagonista del film. È la prima nuova amica di Sunny. Arriva a Maretime Bay dopo aver ricevuto casualmente la lettera d'amicizia mandata dalla piccola Sunny con suo padre. Sempre allegra, solare e un po' svampita, è molto brava a costruire oggetti usando materiale riciclato in quello che lei chiama "uni-ciclaggio"

- Hitch Trailblazer: è il terzo protagonista del film. È un pony terrestre amico di Sunny e tiene molto a quest'ultima. È lo sceriffo di Maretime Bay molto rispettato e ligio alle regole, ma suggestionato dalla supposta pericolosità delle altre due razze di pony. Viene insolitamente attratto da ogni animale che incontra, tant'è che è quasi sempre seguito da un granchietto e due uccellini, uno dei quali porta un piccolo barattolo a mo' di cappello. Quando Sunny lascia Maretime Bay, Hitch la segue per ripotarla a casa, ma alla fine si unisce anche lui all'avventura e capendo così che le due razze tanto temute non sono così pericolose.

- Zephyrina "Zipp" Storm: sorella maggiore di Ruby, è la quarta protagonista del film.  È coraggiosa e testarda, ma anche generosa e altruista. Vuole ritrovare la magia del volo perché stanca di vivere sotto le bugie della famiglia reale, in quanto fanno credere di essere gli unici a poter volare, e nel mentre si è allenata nel parkour dimostrando di essere molto agile. Quando viene a sapere della missione di Izzy e Sunny le accompagna nella loro avventura.

- Ruby Petals (Pipp Petals nell'edizione originale): sorella minore di Zipp, è la quinta protagonista del film. È molto popolare sui social network, facendo livestream dove capita e ha molti fan, chiamati da lei RubySqueak. Inizialmente sarà all'oscuro della missione di Izzy e Sunny, ma alla fine si unirà al gruppo.

- Sprout Cloverleaf: il principale antagonista del film, un pony terrestre scontroso e invidioso di Hitch che, incoraggiato dalla madre, assumerà un controllo quasi dittatoriale su Maretime Bay costringendoli a lavorare sulle armi per la guerra e su un grosso robot che guiderà personalmente. Alla fine del film chiederà alla madre se è stato un bravo leader, venendo prontamente distratto da quest'ultima per evitare la responsabilità.

- Queen Haven: antagonista secondaria del film. È la madre di Zipp e Ruby, regina dei pegasi e protettiva nei confronti delle sue figlie.

- Alphabittle: antagonista terziario del film. Gestisce un salone del tè ma viene anche visto come una figura autoritaria per gli unicorni e in una scena del film sfida Sunny a una gara di danza. Viene sempre accompagnato da un gruppo di piccoli armadilli.

- Argyle Starshine: il padre di Sunny, un ricercatore sulle razze di pony. È lui a raccontare le storie di Twilight Sparkle e delle sue amiche e di quando le tre razze di pony vivevano in armonia a una giovane Sunny.

- Phyllis Cloverleaf: antagonista quartana del film. È la madre di Sprout, proprietaria della Canterlogic, un'azienda che produce oggetti che proteggano i pony terrestri dagli unicorni e dai pegasi. Inizialmente convince il figlio a prendere finalmente il controllo sulla gente di Maretime Bay, presa dal panico per l'arrivo di Izzy, ma si ricrederà quando capisce che il potere gli ha dato la testa.

- Twilight Sparkle, Applejack, Rarity, Pinkie Pie, Fluttershy e Rainbow Dash: le protagoniste di My Little Pony - L'amicizia è magica. Sono i giocattoli scolpiti da Argyle con cui giocano i piccoli pony terrestri. Appaiono anche all'inizio del film nell'immaginazione di Sunny, Sprout e Hitch.

## Produzione

### Sviluppo
My Little Pony: una nuova generazione introduce ufficialmente la quinta generazione del franchise My Little Pony. Una prima notizia sul suo sviluppo venne data nel 2018 quando Lauren Faust, creatrice della quarta generazione My Little Pony - L'amicizia è magica, negò il suo coinvolgimento nel nuovo progetto genericamente chiamato «MLP G5», confermandone di fatto l'esistenza.
Nel febbraio del 2019 la Hasbro ha diramato un primo comunicato stampa in cui annunciava ufficialmente un nuovo film animato in CGI che avrebbe inaugurato la quinta generazione del franchise; la produzione del film è stata poi confermata nel 2020, prima il 17 settembre e poi l'8 ottobre con l'annuncio di un nuovo cast e di possibili cameo di quello vecchio.
Con l'avvicinarsi dell'uscita del film, durante il 2021 sono stati svelati progressivamente numerosi dettagli. In particolare, il 29 gennaio la vice-presidente di Entertainment One Emily Thompson ha confermato che il film era in sviluppo e avrebbe inaugurato la quinta generazione, spiegando inoltre che sarebbe stato ambientato nello stesso mondo narrativo della quarta generazione, ma molti anni dopo; Thompson ha spiegato che la decisione è stata presa perché i produttori ritenevano che sarebbe stato «sbagliato» non esplorare ulteriormente il ricco mondo narrativo realizzato nella quarta generazione. Il 12 febbraio la casa distributrice Netflix ha svelato che i registi del film sarebbero stati Robert Cullen (fondatore dello studio d'animazione del film Boulder Media) e José Ucha, coadiuvati da Mark Fattibene e i produttori Cecil Kramer e Peter Lewis affiancati dai produttori esecutivi Meghan McCarthy e Stephen Davis (presidente di Allspark) che già avevano lavorato sulla quarta generazione.

### Casting
Il 30 giugno 2021 è stato annunciato il cast degli attori vocali per i personaggi principali, che include: Vanessa Hudgens, Kimiko Glenn, James Marsden, Sofia Carson, Liza Koshy, Jane Krakowski, Ken Jeong, Elizabeth Perkins, Phil LaMarr e Michael McKean, che hanno avuto libertà interpretativa e in alcune occasioni hanno improvvisato o modificato le battute. Alcuni attori vocali hanno registrato le parti in remoto per via della pandemia di COVID-19 nel frattempo avvenuta, ma secondo Liza Koshy questo evento nefasto ha contribuito a mantenere alto lo spirito di staff e cast vocale poiché rispecchiava esattamente la morale del film ovvero "non cedere alla paura".
Anche il cast principale di My Little Pony - L'amicizia è magica, nonostante un'iniziale titubanza di Tara Strong (voce di Twilight Sparkle), ha ripreso i propri ruoli per recitare il breve prologo del film.

### Animazione
Le animazioni sono state realizzate dallo studio irlandese Boulder Media, acquistato nel 2016 da Hasbro per lavorare ai propri titoli. Il film rappresenta la prima opera interamente in 3D CGI del franchise My Little Pony, eccetto per la breve introduzione che si ricollega alla quarta generazione e ne recupera lo stile grafico, animazione 2D tradizionale inclusa. I 48 animatori del film, guidati dal capo animatore Graham Grallagher, hanno lavorato in remoto per via della pandemia di COVID-19 e hanno elaborato il design dei nuovi personaggi ispirandosi alle precedenti generazioni.

### Musica
My Little Pony: una nuova generazione è un musical. Colonna sonora e canzoni sono state scritte da autori separati, rispettivamente da Heitor Pereira e dalla coppia Alan Schmuckler e Michael Mahler. Il regista Robert Cullen ha chiesto loro di esprimersi nella maniera più eclettica possibile per rendere il film «il più imprevedibile possibile» e sorprendere le aspettative degli spettatori.
Il 2 e il 17 settembre 2021, pochi giorni prima dell'uscita del film, sono state pubblicate sulle piattaforme streaming come singoli promozionali le due canzoni Glowin' Up di Sofia Carson e It's Alright di Johnny Orlando; un terzo singolo, Fit right In di Kimiko Glenn, è stato pubblicato il successivo 4 novembre. In totale il film presenta sette canzoni: cinque cantate dai personaggi, usa sentita come brano di sottofondo durante una scena del film (It's Alright) e una usata per i titoli di coda (Together).
1. Sofia Carson - Glowin' Up (3:11)
2. Vanessa Hudgens - Gonna Be My Day (2:38)
3. Vanessa Hudgens, Kimiko Glenn - I'm Looking Out for You (2:04)
4. Alan Schmuckler - Danger, Danger (2:11)
5. Vanessa Hudgens, Kimiko Glenn, James Marsden - Fit Right In (2:50)
6. Callie Twisselman - Together (3:15)
7. Johnny Orlando - It's Alright (3:13)

La colonna sonora di Heitor Pereira è stata pubblicata il 24 settembre 2021 contemporaneamente all'uscita del film.

## Distribuzione
My Little Pony: una nuova generazione è stato distribuito in contemporanea mondiale il 24 settembre 2021 sulla piattaforma di streaming Netflix. Originariamente il film avrebbe dovuto essere stato distribuito a partire da quello stesso giorno nelle sale cinematografiche da Paramount Pictures, ma la pandemia di COVID-19 ha convinto la casa produttrice Entertainment One a optare per lo streaming vendendo nel febbraio 2021 a Netflix i diritti d'uso in tutto il mondo tranne in Cina.
Solo in alcuni Paesi il film è stato distribuito sia via streaming su Netflix sia nei cinema da aziende locali:
- In Russia da Central Partnership il 23 settembre[19], con alcune première svoltesi già il 18 settembre[20];
- Ad Hong Kong da Intercontinental Group, sia in lingua originale inglese sia doppiato in cinese cantonese, il 22 settembre[21];
- In Corea del Sud da BoXoo Entertainment il 22 settembre[22][23];
- A Singapore da Encore Films il 24 settembre;
- In Taiwan da GaragePlay il 24 settembre[24][25].

## Accoglienza
Durante il primo fine settimana di programmazione, My Little Pony: una nuova generazione è stato proiettato in 1677 cinema e ha guadagnato $726.619 in Russia e $16.304 in Corea del Sud. Durante il primo mese le sale sono salite a 1694 e l'incasso totale mondiale è stato di circa un milione e mezzo di dollari.
Sul sito web Rotten Tomatoes il film ha un gradimento del 91% basato su undici recensioni e un punteggio medio di 7,30/10, mentre su Letterboxd ha ricevuto circa 2300 recensioni e un voto medio di 3,3/5.
Fra i critici cinematografici, Courtney Howard di Variety ha lodato il film perché «mantiene la vivacità dei capitoli precedenti e ha il suo fulcro emotivo nell'amicizia, nella consapevolezza e nella magia», ma non ha apprezzato alcuni aspetti della trama. Beatrice Loayza del The New York Times è stata meno entusiasta del film e non ha apprezzato l'abbandono dall'animazione tradizionale, ritenendo il party dei protagonisti «un gruppo di compagnetti animati in digitale e antropomorfizzati in maniera inquietante» e ha individuato alcune similitudini con la trama di Raya e l'ultimo drago, uscito pochi mesi prima; tuttavia ha apprezzato la morale del film, scrivendo che «il messaggio di unità e di necessità per la nuova generazione di essere compatta contro la disinformazione e il chiacchiericcio popolare non è male».
Tre giorni dopo la sua pubblicazione My Little Pony: una nuova generazione era diventato il secondo film più popolare su Netflix ed è rimasto nella top 3 per il resto della settimana. Infine è risultato il film più visto in assoluto nell'ottobre 2021 su Netflix in tutto il mondo e il 21º più visto di tutto l'anno 2021.

## Sequel
Conseguentemente alla cancellazione della distribuzione cinematografica del film, Hasbro e Netflix hanno deciso di espandere la quinta generazione di My Little Pony. Il 7 aprile 2022 una serie animata in 2D intitolata My Little Pony - Racconta la tua storia ha debuttato su YouTube. Il 26 maggio è invece uscito su Netflix il primo episodio, della durata speciale di 44 minuti, della serie TV animata My Little Pony - Ritrova la tua magia prodotta da Atomic Cartoons. Il 26 settembre seguente sono usciti altri 8 episodi dalla durata regolare di 20 minuti, seguiti dallo speciale di un'ora Desideri invernali uscito il 21 novembre.